# 上官氏 (楚王妃)
楚王妃上官氏（?—?），秦州上邽（今甘肃省天水市）人。
父亲上官怀仁，官至右金吾卫将军。上官氏十八岁，嫁给李灵龟，继承楚哀王李智云后嗣。李灵龟的亲生父母李世都夫妇都健在，上官氏朝夕侍奉，非常恭谨。只要有新鲜食物，公公婆婆没有吃过，上官氏未曾先尝。经过几年，李灵龟去世。将安葬，李灵龟前妻阎氏，出嫁不到一年去世，家无近族，众议认为不用合葬。上官氏说：“逝者有知，怎可使孤魂无托！”于是备礼同葬，听说的人都很赞叹。服丧结束，诸兄姊对她说：“王妃你还年少，又没有生孩子，改嫁他门，礼仪常范，王妃可以考虑。”上官氏哭着说：“男子以义烈标名，妇人以守节为行。不能作为犬马殉葬，怎能再妆服打扮，有其他想法！”于是用刀截鼻割耳自誓，诸兄姊知道她的志向不可改变，叹息不再强求。上官氏不久去世。